# Rucka Rucka Ali
Rucka Rucka Ali (ur. 27 stycznia 1987 w Michigan) – amerykański raper, satyryk, piosenkarz i komik najbardziej znany z parodii znanych piosenek, jakie publikował na serwisie YouTube. Został jednym z najpopularniejszych artystów na tym serwisie, gdzie jego piosenki takie jak "Ching Chang Chong", "Ima Korean", "Justin's Beaver" i "Ebola (La La)" miały ponad 100 milionów odsłon.
Wydał 6 niezależnych albumów studyjnych. Trzy z nich były notowane na liście Billboard Top Comedy Albums.

## Kariera muzyczna
Większość jego twórczości opiera się na przerabianiu tekstów znanych piosenek, gdzie często prezentowane są stereotypy dotyczące różnych grup etnicznych. Celebryci i politycy, którzy byli bohaterami jego piosenek więcej niż raz to Barack Obama, Usama ibn Ladin, One Direction i Kim Dzong Il (także jego syn Kim Dzong Un). Rucka Rucka Ali często przerabia swój głos komputerowo w swoich utworach. Występuje pod wieloma pseudonimami, takimi jak DJ Not Nice, Seymour Schwartz i Toby Queef.
W wielu jego piosenkach (np. „Ching Chang Chong” – parodia piosenki The Black Eyed Peas „Boom Boom Pow”) pełno jest stereotypów na temat Azjatów. W piosence „Justin's Beaver” (parodia utworu B.o.B'a „Magic”) Rucka Rucka Ali wyśmiewa Justina Biebera. Jedną z jego najsławniejszych parodii było „Ima Korean” (parodia piosenki The Black Eyed Peas „I Gotta Feeling”), w której żartował z Kim Dzong Ila i mieszkańców Korei Północnej. Kiedy w 2011 roku Kim Dzong Il umarł, a jego następcą został Kim Dzong Un, Rucka Rucka Ali stworzył „My Korea's Over” – sequel poprzedniej piosenki (parodia utworu Pitbulla „International Love”). W 2013 roku satyryk wydał piosenkę „Kim Jong-Un Song”, gdzie poruszył temat napiętej sytuacji Korei Północnej z Południową.
Rucka Rucka Ali wydał 6 albumów, z których 3 były notowane na liście Billboard Top Comedy Albums: „I'm Black, You're White & These Are Clearly Parodies” zajęło 8 miejsce, „Probably Racist” 11 miejsce, a „Rucka's World” 8 miejsce.
W 2011 i 2012 roku Rucka Rucka Ali opublikował w Internecie albumy „Ruckas Late Night Power Hour” i „The Rucka Nucka Podcast”. W grudniu 2014 roku wraz z Andym Dickiem zapowiedział, że nowy album „Black Man of Steal” wyda w styczniu 2015 roku.

## Kontrowersje
Dużo krytyki spadło na Alego z powodu występowania rasizmu w jego utworach. Jego teledyski i kanały na YouTube są często usuwane (18 razy od początku kariery) z powodu naruszenia warunków użytkowania, ale są wrzucane po raz kolejny poprzez jego fanów, którzy nazywają siebie Nuckas.
W 2010 roku trzej brytyjscy studenci zostali wyrzuceni ze szkoły, kiedy koreańskie dziecko poczuło się obrażone, gdy studenci pokazali mu jedną z piosenek Rucki "Ima Korean". Dyrektor szkoły nazwał tę piosenkę "prawdopodobnie rasistowską". W odwecie Rucka Rucka Ali nazwał tymi słowami swój kolejny album.
24 lipca 2013 roku artysta wydał piosenkę "Zayn Did 9/11" (parodia piosenki Seleny Gomez "Come & Get It") na YouTubie. W tej piosence Rucka szydził z członka zespołu One Direction Zayna Malika, który jest muzułmaninem, żartobliwie mówiąc, że to on wykonał zamachy z 11 września 2001 roku na World Trade Center. Na okładce singla znajdowały się wieże WTC po zamachu i sylwetka Zayna Malika. Piosenka wraz z teledyskiem wydanym kilka dni później zostały zaatakowane przez fanów One Direction. Gazeta Business Standard nazwała utwór rasistowskim i atakującym Zayna Malika. Na początku sierpnia 2013 roku fanom Malika udało się spowodować usunięcie piosenki z serwisu iTunes. Konto Rucki na Twitterze również zostało zablokowane z nieznanych przyczyn, ale artysta założył sobie nowe konto.
Pod koniec listopada 2013 roku na satyryka spadła kolejna fala krytyki po tym jak jego piosenka "Only 17" (parodia piosenki Nelly'ego "Just A Dream") została przypadkowo odtworzona w restauracji McDonald’s w Walii. Po tym incydencie McDonald’s przeprosił swoich klientów. W tym samym tygodniu Rucka opublikował na jego kanale na YouTubie żartobliwe żądanie przeprosin od McDonald’s.